# Wierzbowo (Kozłowo)
Wierzbowo (deutsch Wiesenfeld) ist ein Dorf in der polnischen Woiwodschaft Ermland-Masuren. Es gehört zur Gmina Kozłowo (Landgemeinde Groß Koslau, 1938 bis 1945 Großkosel) im Powiat Nidzicki (Kreis Neidenburg).

## Geographische Lage
Wierzbowo liegt im Südwesten der Woiwodschaft Ermland-Masuren, 14 Kilometer westlich der Kreisstadt Nidzica (deutsch Neidenburg).

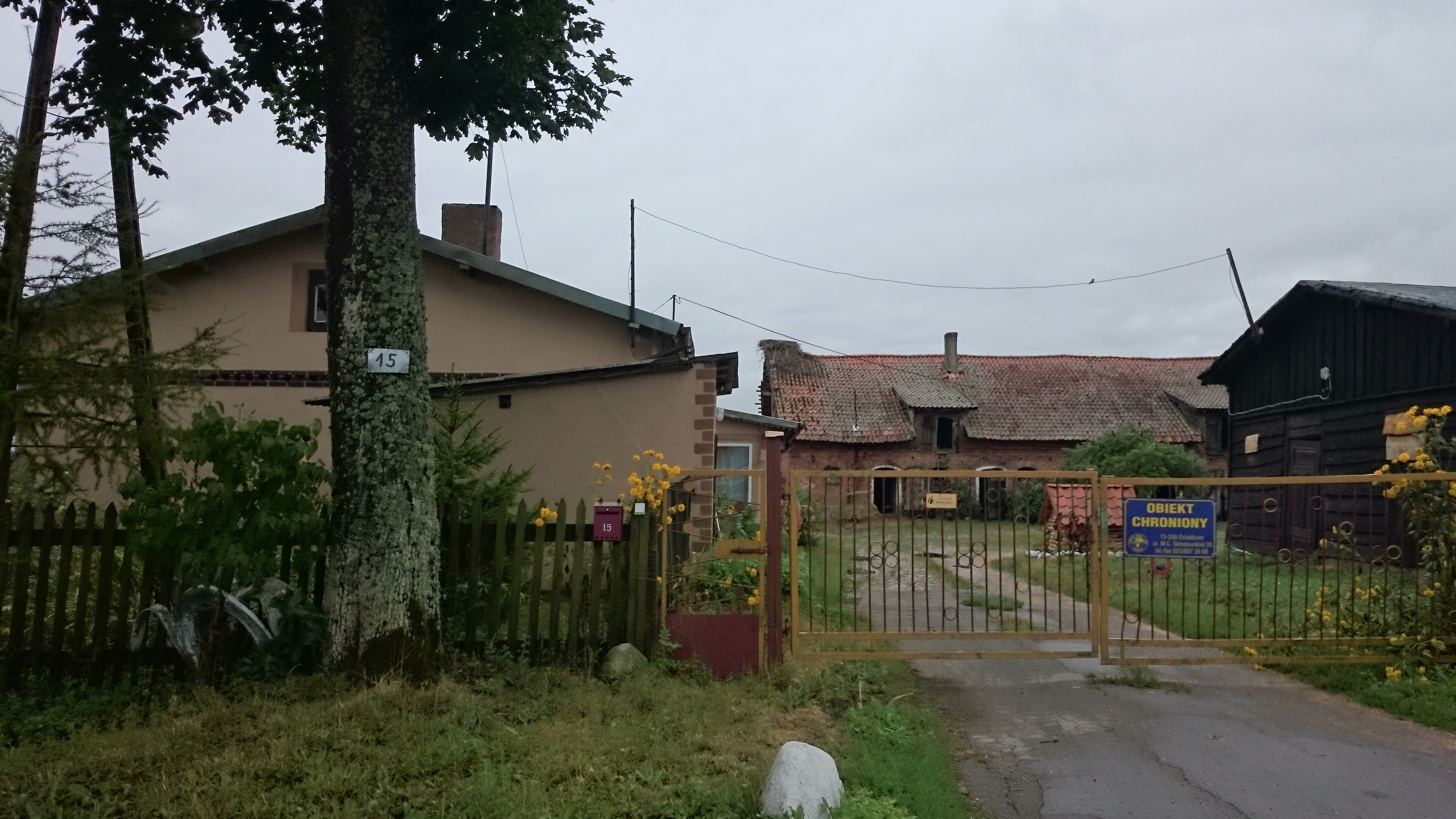
Anwesen in Wierzbowo

Das einstige Wiersbau – zur Unterscheidung von dem ebenfalls im Kreis Neidenburg gelegenen Wiersbau bei Soldau (polnisch Wierzbowo) meist mit dem Zusatz „bei Neidenburg“ genannt – soll 1717 erstmals erwähnt worden sein. Im Jahre 1874 wurde sowohl die Landgemeinde Wiersbau als auch der Gutsbezirk Wiersbau in den neu errichteten Amtsbezirk Groß Schläfken (polnisch Sławka Wielka) im ostpreußischen Kreis Neidenburg eingegliedert. Doch bereits am 4. Mai 1898 wurde der Gutsbezirk Wiersbau in die neue Landgemeinde namens „Wiesenfeld“ umgewandelt, während die Landgemeinde Wiersbau (von 1928 bis 1945 „Taubendorf“ genannt, polnisch Gołębiewo) weiter bestand.
181 Einwohner waren in dem nunmehr „Wiesenfeld“ genannten Dorf im Jahre 1910 registriert. Ihre Zahl stieg bis 1933 auf 287 und belief sich 1939 auf 294.
In Kriegsfolge wurde 1945 das gesamte südliche Ostpreußen – und mit ihm das Dorf Wiesenfeld – an Polen überstellt. Wiesenfeld erhielt die polnische Namensform „Wierzbowo“ und bildet zusammen mit dem Nachbarort Gołębiewo (Taubendorf, bis 1928 Wiersbau (Dorf)) ein Schulzenamt (polnisch Sołectwo) in der Gmina Kozłowo (Landgemeinde Groß Koslau, 1938 bis 1945 Großkosel) im Powiat Nidzicki (Kreis Neidenburg), bis 1998 der Woiwodschaft Olsztyn, seither der Woiwodschaft Ermland-Masuren zugehörig. Im Jahre 2011 zählte Wierzbowo 82 Einwohner.

## Kirche
Wiersbau resp. Wiesenfeld war bis 1945 in die evangelische Kirche Thalheim (bis 1877 Dziurdziau, polnisch Dziurdziewo) in der Kirchenprovinz Ostpreußen der Kirche der Altpreußischen Union sowie in die römisch-katholische Kirche Thurau (polnisch Turowo) eingepfarrt.
Heute gehört Wierzbowo evangelischerseits zur Heilig-Kreuz-Kirche Nidzica in der Diözese Masuren der Evangelisch-Augsburgischen Kirche in Polen, katholischerseits zur Kirche Mutter Gottes von den Engeln Dziurdziewo, eine Filialkirche der Pfarrei Szkotowo (Skottau) im Erzbistum Ermland.

## Verkehr
Wierzbowo liegt verkehrsgünstig an der Woiwodschaftsstraße 538, die von der Woiwodschaft Kujawien-Pommern bis in den Südwesten der Woiwodschaft Ermland-Masuren führt. Außerdem verbinden Nebenstraßen den Ort mit der Nachbarregion. Eine Anbindung an den Bahnverkehr besteht nicht.

## Persönlichkeit
- Georg Kautz (* 21. August 1860 in Wiersbau bei Neidenburg; † 1940), deutscher Verwaltungsjurist und Ministerialbeamter, Ministerialdirektor